# Jules Guérin

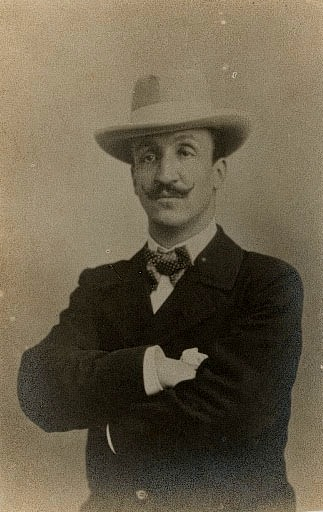
Jules Guérin

Jules-Napoléon Guérin (Madrid, 14 de septiembre de 1860-París, 12 de febrero de 1910) fue un periodista francés, director del semanario antisemita L'Antijuif.

## Biografía
Nació el 14 de septiembre de 1860 en Madrid.
Como reacción contra la logia masónica del Gran Oriente de Francia, fundó la liga antimasona y antisemita del Gran Occidente de Francia (surgida a partir de la Liga Antisemita de Francia) especialmente activa durante el caso Dreyfus.
Como periodista fue contrario a Dreyfus y como militante antisemita era cercano a Édouard Drumont (aunque se enfrentarían más adelante), director de la Liga Antisemita que se forma durante el apogeo del caso. Guérin también formó parte de la Liga de la Patria Francesa. Estuvo implicado en el golpe de Estado frustrado dirigido en especial por Paul Déroulède en 1899.
Al igual que sus cómplices (entre los que había monárquicos como André Buffet y Eugène de Lur-Saluces), Guérin fue acusado de conspiración contra la seguridad del Estado. Se refugió en el edificio que ocupaba la organización del Gran Occidente de Francia en la rue Chabrol y resistió un asedio que duró varios días (episodio llamado de "Fort Chabrol"). Tras la rendición, fue detenido y condenado por el Tribunal Supremo a destierro y exiliado.
Falleció el 12 de febrero de 1910 en París.